# Draconian Times
Draconian Times – piąty album grupy Paradise Lost. Stylistycznie album stanowi odejście zespołu od poprzednich dokonań w gatunku death doom metalu. Jednocześnie jest to najlepiej krytycznie przyjęty album zespołu. Utwór "Forever Failure" zawiera kilka rzeczywistych wypowiedzi Charlesa Mansona.

## Lista utworów
1. "Enchantment" - 6:04
2. "Hallowed Land" - 5:03
3. "The Last Time" - 3:27
4. "Forever Failure" - 4:18
5. "Once Solemn" - 3:04
6. "Shadowkings" - 4:42
7. "Elusive Cure" - 3:21
8. "Yearn for Change" - 4:19
9. "Shades of God" - 3:55
10. "Hand of Reason" - 3:58
11. "I See Your Face" - 3:17
12. "Jaded" - 3:27

## Twórcy
- Nick Holmes - śpiew
- Gregor Mackintosh - gitara
- Aaron Aedy - gitara
- Steve Edmondson - gitara basowa
- Lee Morris - perkusja